# 左翼民族主義
左翼民族主義，又稱社會民族主義、民族主义社会主义、社会主义民族主义，是一种基于人民主权、平等原則和國家民族自決等左翼政治立场的民族主義。通常来说，左翼民族主义帶有反帝國主義色彩，并与右翼民族主义形成对比。

## 变体

### 进步民族主义
总的来说，现代左翼民族主义通常与社会主义联系在一起，但也存在非社会主义的左翼民族主义。文化和经济进步的民族主义被称为“进步民族主义”。这种非社会主义的现代左翼民族主义在一些地区（如南韓）非常显著。一些现代社会自由主义者认为，“进步民族主义”是促进社会和经济平等、发展民主的必要条件。
西奥多·罗斯福是美国一位杰出的进步民族主义者。凯末尔主义者亦主张进步民族主义。朱塞佩·马志尼和其他左翼古典激进主义者也支持民族主义。

## 歐洲
左翼民族主義在一些分離主義和本土自治運動存在，例如巴斯克地區（巴斯克民族主義）、加泰隆尼亞（加泰隆尼亞獨立運動）、加利西亚 （加利西亞民族主義）和撒丁（撒丁民族主義）。还有苏格兰民族党也是欧洲典型的左翼民族主义政党。

## 左翼民族主义政党列表

### 现存
- 亞美尼亞 ：亚美尼亚革命联盟
- 阿根廷：祖国联盟
- ：独立社会民主人士联盟
- 巴西：民主工党、巴西国民党[12]
- 古巴：古巴共产党[13]
- 法國：不屈法国[14]
- 德国 ：莎拉·瓦根克內希特聯盟
- 希腊 ：自由路线
- 印度 ：全印前进同盟
- 印度尼西亞 ：印度尼西亚斗争民主党
- 愛爾蘭：新芬黨[15]、起來、爱尔兰共和社会党、共和新芬黨、工人党 (爱尔兰)
- 以色列：以色列工党、梅雷兹党、民族民主联盟
- 科索沃：自决运动
- 墨西哥：国家复兴运动[16]
- 摩尔多瓦：摩爾多瓦社會主義者黨
- 北馬其頓：左翼党
- 巴勒斯坦：法塔赫、解放巴勒斯坦人民阵线
- 秘魯：秘鲁民族主义党
- 菲律賓：新爱国联盟、人民爱国联盟、菲律宾共产党
- 羅馬尼亞：社会民主党[17]
- 俄羅斯：俄罗斯联邦共产党
- 塞爾維亞：塞爾維亞社會黨
- 斯洛伐克：方向—社會民主黨[18]
- 南非：非洲人国民大会、经济自由斗士
- ：進步黨、民众民主党
- 西班牙：巴斯克地区联合、人民团结候选人、加利西亚民族主义集团、加泰罗尼亚共和左翼[19][20]
- 叙利亚：阿拉伯复兴社会党—叙利亚地区、叙利亚民族社会党
- 土耳其：爱国党、共和人民黨[21][22]
- 英国：威爾斯黨、新芬黨、社会民主工党、苏格兰社会党
- 委內瑞拉：委内瑞拉统一社会主义党

### 历史上
- 德国：德国旧社会民主党
- 伊拉克：阿拉伯复兴社会党—伊拉克地区
- 以色列：以色列地工人党
- 義大利：青年義大利
- ：喬治亞社會民主黨